# Lijst van voetbalinterlands China - Ierland (vrouwen)
Deze lijst van voetbalinterlands is een overzicht van alle officiële voetbalinterlands tussen de nationale vrouwenteams van China en Ierland. De landen hebben tot nu toe één keer tegen elkaar gespeeld.

## Wedstrijden
| № | Plaats    | Datum            | Competitie        | Wedstrijd       | Uitslag |
| - | --------- | ---------------- | ----------------- | --------------- | ------- |
| 1 | Algeciras | 22 februari 2023 | Vriendschappelijk | China − Ierland | 0 − 0   |

## Samenvatting
| Competitie        | Totaal gespeeld | Winst China | Gelijk | Winst Ierland | Doelsaldo China – Ierland |
| ----------------- | --------------- | ----------- | ------ | ------------- | ------------------------- |
| Vriendschappelijk | 1               | 0           | 1      | 0             | 0 − 0                     |
| Totaal            | 1               | 0           | 1      | 0             | 0 − 0                     |